# Vail (Colorado)
Vail is een plaats (town) in de Amerikaanse staat Colorado, en valt bestuurlijk gezien onder Eagle County. Vail is een van de bekendere wintersportplaatsen van Noord-Amerika. Vail Ski Resort is het op twee na grootste Amerikaanse skigebied en is vergelijkbaar met de grotere Europese skioorden.

## Demografie
Bij de volkstelling in 2000 werd het aantal inwoners vastgesteld op 4531.
In 2006 is het aantal inwoners door het United States Census Bureau geschat op 4628, een stijging van 97 (2,1%).

## Geografie
Volgens het United States Census Bureau beslaat de plaats een oppervlakte van
11,7 km², geheel bestaande uit land.

## Plaatsen in de nabije omgeving
De onderstaande figuur toont nabijgelegen plaatsen in een straal van 24 km rond Vail.

## Geboren
- Buddy Lazier (1967), autocoureur
- Katie Uhlaender (1984), skeletonster
- Mikaela Shiffrin (1995), alpineskiester
- Jaelin Kauf (1996), freestyleskiester
- Tess Johnson (2000), freestyleskiester